# Ильевка (Крыжопольский район)
Ильевка (укр. Іллівка) — село на Украине, находится в Крыжопольском районе Винницкой области.
Код КОАТУУ — 0521984402. Население по переписи 2001 года составляет 260 человек. Почтовый индекс — 24642. Телефонный код — 4340.
Занимает площадь 0,49 км².

## Адрес местного совета
24641, Винницкая область, Крыжопольский р-н, с. Крикливец, ул. Кирова, 63, тел. 2-57-42; 2-57-31